# Estação Spasskaia
Spasskaia (em russo:  Спасская) é a estação terminal da linha Pravoberejnaia (Linha 4) do metro de São Petersburgo, localizada no centro da cidade, sob a Praça Sennaia (em russo:  Сенная площадь) de onde ela parte para o sudeste, em direção à margem direita do rio Neva.